# 塞拉瓦阿甘火山
塞拉瓦阿甘火山是印度尼西亞的火山，位於蘇門答臘西北端，海拔高度1,810米，火山在更新世和全新世期間形成，山頂有闊400米的火山口，山坡被茂密的森林覆蓋，最近一次火山爆發在1839年。